# Karolinów (Piotrków Trybunalski)
Karolinów – dawna wieś, od 1977 w granicach miasta Piotrków Trybunalski. Leży w północnej części miasta, wzdłuż ulicy Całej.

## Historia
Karolinów to dawniej samodzielna miejscowość, od 1867 w gminie Szydłów w powiecie piotrkowskim w guberni piotrkowskiej. 15 października 1916 do Piotrkowa włączono południową część kolonii Karolinów.
Od 1919 w woj. łódzkim. Tam 19 października 1933 utworzono gromadę o nazwie Byki w gminie Szydłów, składającej się ze wsi Byki i kolonii Karolinów.
Podczas II wojny światowej miejscowość włączono do Generalnego Gubernatorstwa (dystrykt radomski, powiat Petrikau), nadal w gminie Szydłów. W 1943 roku liczba mieszkańców Dorfgemeinde Byki wynosiła 290.
Po wojnie ponownie w województwie łódzkim i powiecie piotrkowskim, nadal jako składowa gromady Byki, jednej z 29 gromad gminy Szydłów. W związku z reorganizacją administracji wiejskiej jesienią 1954, miejscowość weszła w skład nowej gromady Jarosty.
Od 1 stycznia 1973 w nowo utworzonej gminie Piotrków Trybunalski w powiecie piotrkowskim. W latach 1975–1987 miejscowość należała administracyjnie do województwa piotrkowskiego.
1 lutego 1977 gminę Piotrków Trybunalski zniesiono, a Karolinów (jako część sołectwa Byki) włączono do Piotrkowa Trybunalskiego.